# Amazoni tangara
Az amazoni tangara (Tangara schrankii)  a madarak osztályának verébalakúak (Passeriformes) rendjébe és a tangarafélék (Thraupidae) családjába tartozó  faj.

## Rendszerezése
A fajt Johann Baptist von Spix német biológus írta le 1825-ben.

## Alfajai
- Tangara schrankii schrankii (Spix, 1825)
- Tangara schrankii venezuelana Phelps & W. H. Phelps Jr, 1957[2]

## Előfordulása
Az Amazonas-medencében, Brazília, Bolívia, Kolumbia, Ecuador, Peru és Venezuela területén honos. Természetes élőhelyei a szubtrópusi és trópusi síkvidéki esőerdők és mocsári erdők. Állandó, nem vonuló faj.

## Megjelenése
Testhossza 12 centiméter, testtömege 14–23 gramm.
|  |

## Életmódja
Rovarokkal és gyümölcsökkel táplálkozik.

## Természetvédelmi helyzete
Az elterjedési területe rendkívül nagy, egyedszáma viszont csökken, de még nem éri el a kritikus szintet. A Természetvédelmi Világszövetség Vörös listáján nem fenyegetett fajként szerepel.